# Alfred Szklarski

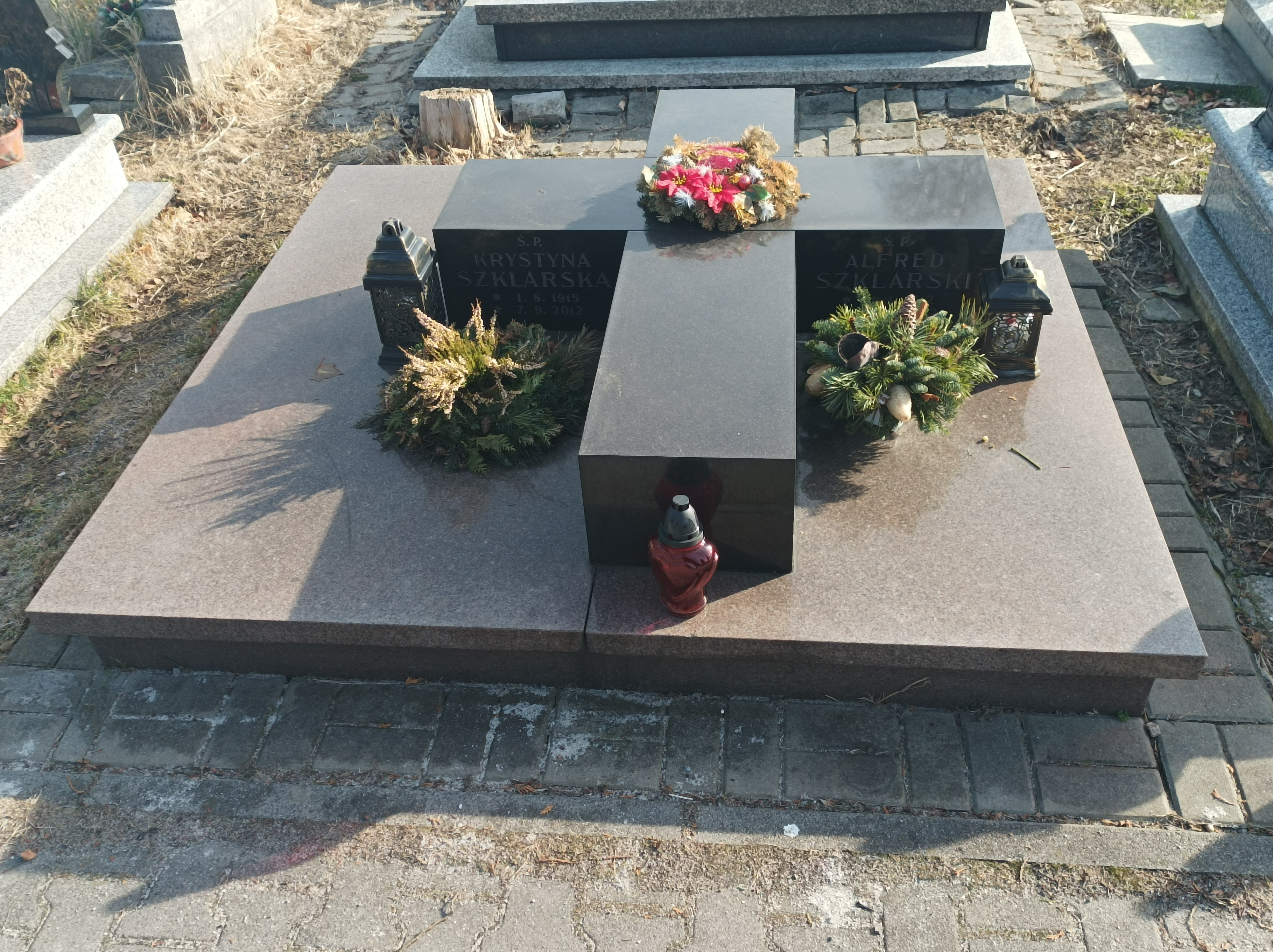
Grób Alfreda Szklarskiego na cmentarzu przy ul. Sienkiewicza w Katowicach

Alfred Szklarski (ur. 21 stycznia 1912 w Chicago, zm. 9 kwietnia 1992 w Katowicach) – polski pisarz specjalizujący się w literaturze podróżniczo-przygodowej dla młodzieży, popularyzator wiedzy o polskich podróżnikach i przyrodnikach, redaktor literacki. Autor cyklu powieści o Tomku Wilmowskim. Publikował także pod pseudonimami Alfred Bronowski, Fred Garland, Alfred Murawski, Roman Szklarski oraz Henryk Szklarski.

## Życiorys
Urodził się 21 stycznia 1912 w Chicago, w Stanach Zjednoczonych jako syn Andrzeja Szklarskiego, działacza Organizacji Bojowej PPS zmuszonego w 1908 do emigracji, oraz Marii z domu Karkosik. W 1922 powrócił z matką i siostrą do Polski, ale z powodów ekonomicznych wyjechał do USA w 1923. W Nowym Jorku uczęszczał do szkół parafialnych pod wezwaniem Świętej Trójcy oraz św. Stanisława Kostki.
Jako czternastolatek przeniósł się wraz z matką do Polski. Od 1928 mieszkał we Włocławku, rodzinnym mieście matki, gdzie uczył się w katolickim Gimnazjum im. Jana Długosza. Wstąpił do Legionu Młodych i w 1930 zdał egzamin maturalny. W latach 1930–1931 odbył kurs przygotowawczy w Szkole Nauk Politycznych. Po śmierci matki w 1932 przeniósł się do Warszawy, gdzie w latach 1932–1938 studiował w Szkole Nauk Politycznych na Wydziale Konsularno-Dyplomatycznym. W czasie studiów poznał swoją przyszłą żonę Krystynę, którą poślubił 1 października 1939 w Warszawie.
Pod okupacją niemiecką w grudniu 1939 podjął pracę dziennikarza w gadzinowym „Nowym Kurierze Warszawskim”, w którym ogłosił ponad sto tekstów. Redagował cykl o modzie kobiecej pt. „Coś dla pań” oraz pod pseudonimami Alfred Gruda, Alfred Murawski i Marek Smuga publikował w odcinkach powieści erotyczne: Miłość marynarza, Miłość pani Toli, Piękna nieznajoma, Romantyczna przygoda – i przygodowe dla dorosłych: Żelazny pazur (1942), Krwawe diamenty (1943), Tornado (1943), Tajemnica grobowca (1944). Dzięki przepustce dziennikarskiej dorabiał handlując i udzielając lekcji angielskiego. Jego nazwisko znalazło się w wykazach kolaborantów publikowanych w prasie podziemnej. Od sierpnia 1944 jako żołnierz Armii Krajowej pod pseudonimem Szklarz walczył w powstaniu warszawskim w 2 plutonie 2 kompanii batalionu „Piorun” na terenie Śródmieścia. W grudniu 1944 opublikował w „Nowym Kurierze Warszawskim” reportaż Z dni grozy. Konająca stolica. Przez kilka miesięcy mieszkał w Krakowie, a od lutego 1945 aż do śmierci w Katowicach w kamienicy przy ul. Jordana.
Zapisał się do Polskiej Partii Robotniczej. W lipcu 1948 zgłosił się do prokuratury w związku ze śledztwem przeciw autorom prasy gadzinowej i został osadzony w areszcie. W 1949 został skazany na karę 8 lat więzienia za działalność na szkodę narodu i państwa polskiego poprzez udział w niemieckiej polityce eksterminacyjnej polegający na „osłabianiu (…) postawy moralnej i ducha oporu wobec okupanta”. W procesie przeciwko niemu zeznawali oficerowie Komendy Głównej AK płk Jan Rzepecki, płk Jan Mazurkiewicz i ppor. Stanisław Płoski, prof. Stanisław Lorentz oraz dziennikarze konspiracyjni Witold Giełżyński i Władysław Dunin-Wąsowicz. Zdementowali oni twierdzenie Szklarskiego, że zatrudnił się w „Nowym Kurierze Warszawskim” na polecenie podziemia. W 1951 jego utwory pisane pod pseudonimem Alfred Bronowski zostały wycofane z polskich bibliotek oraz objęte cenzurą. Jako więzień pracował umysłowo w dziale budownictwa warszawskiego Ośrodka Pracy. Został zwolniony w 1953 na mocy amnestii z 1952. 
W 1953 pracował jako sekretarz, a w latach 1954–1977 jako redaktor w katowickim Wydawnictwie „Śląsk”. Od 1957 nakładem tego wydawnictwa ukazywały się kolejne powieści z cyklu o Tomku Wilmowskim, a w latach siedemdziesiątych trylogia Złoto Gór Czarnych, napisana wspólnie z żoną. Pod pseudonimem Alfred Bronowski publikował powieści sensacyjne.
Wstąpił do Związku Literatów Polskich i do Światowego Związku Żołnierzy Armii Krajowej, gdzie otrzymał Warszawski Krzyż Powstańczy.
Zmarł 9 kwietnia 1992 w Katowicach.

## Życie prywatne
Z małżeństwa z Krystyną miał córkę Bożenę i syna Andrzeja.

## Nagrody i odznaczenia
Był laureatem wielu nagród literackich i odznaczeń, między innymi „Orlego Pióra” (1968), Orderu Uśmiechu (1971) oraz Nagrody Prezesa Rady Ministrów za twórczość dla młodzieży (1973, 1987). Był członkiem Stowarzyszenia Pisarzy Polskich.

## Twórczość

### Cykl powieści o Tomku Wilmowskim
- Tomek w tarapatach (Mikołów 1948, Wyd. Książnica Śląska, pod ps. Fred Garland)
- Tomek w krainie kangurów (Katowice 1957, Wyd. Śląsk)
- Przygody Tomka na Czarnym Lądzie (Katowice 1958, Wyd. Śląsk; nowy wydawca stosuje od 1991 tytuł Tomek na Czarnym Lądzie)
- Tomek na wojennej ścieżce (Katowice 1959, Wyd. Śląsk)
- Tomek na tropach Yeti (Katowice 1961, Wyd. Śląsk)
- Tajemnicza wyprawa Tomka (Katowice 1963, Wyd. Śląsk)
- Tomek wśród łowców głów (Katowice 1965, Wyd. Śląsk)
- Tomek u źródeł Amazonki (Katowice 1967, Wyd. Śląsk)
- Tomek w Gran Chaco (Katowice 1987, Wyd. Śląsk)
- Tomek w grobowcach faraonów (1994, tom wydany pośmiertnie, dokończony przez ks. Adama Zelgę na podstawie notatek pozostawionych przez autora).
- Tomek na Alasce (2021, tom wydany pośmiertnie, dokończony przez Macieja Dudziaka na podstawie notatek pozostawionych przez autora)[11].

### Złoto Gór Czarnych
Razem z żoną Krystyną Szklarską:
- Tom I – Orle pióra (Katowice 1974, Wyd. Śląsk)
- Tom II – Przekleństwo złota (Katowice 1977, Wyd. Śląsk)
- Tom III – Ostatnia walka Dakotów (Katowice 1979, Wyd. Śląsk)

### Pozostałe
Jako A. Murawski:
- Wróżba (debiut pisarza, 1939)
- Kulisy sławy (1941)
- Lot do dżungli (1941)
- Przygoda w Szanghaju (1942)
- W szponach gangsterów (powieść kryminalna, 1942)
- Krystyna (1942)
- Szukam mężczyzny (powieść współczesna, 1942)
- Żelazny pazur (1942)
- Krwawe diamenty (1943)
- Tajemnica grobowca (1944)
- Z dni grozy. Konająca stolica (1944)

Jako Roman Szklarski:
- Pilotka i miłość (1940)

Jako Alfred Bronowski:
- Gorący ślad. Współczesna powieść sensacyjna (1946)
- Trzy siostry. Powieść (1946)
- Cień na murze (1946)
- Błędne ognie. Opowieść współczesna z życia górników (1947)
- Nie czekaj na mnie. Powieść współczesna (1947)
- Ludzie bez nazwisk (1947)

jako Fred Kid:
- Tajemnica Ituri (1947)
- Ostatni skalp Nawaja (1947)
- Piraci ringu (1948)

oraz:
- Sobowtór profesora Rawy (1963, powieść science fiction dla młodzieży)

## Upamiętnienie
Jest patronem następujących polskich szkół:
- Szkoła Podstawowa nr 29 im. Alfreda Szklarskiego w Dąbrowie Górniczej[12] (dawniej także Gimnazjum nr 7 im. Alfreda Szklarskiego w Dąbrowie Górniczej[13], z którym SP nr 29 tworzyła Zespół Szkół nr 3 w Dąbrowie Górniczej[14])
- Szkoła Podstawowa nr 15 im. Alfreda Szklarskiego w Mysłowicach[15]
- Szkoła Podstawowa nr 32 im. Alfreda Szklarskiego w Rybniku[16]
- Szkoła Podstawowa nr 13 im. Alfreda Szklarskiego w Rudzie Śląskiej[17]
- Szkoła Podstawowa im. Alfreda Szklarskiego w Sarnowie[18]
- Szkoła Podstawowa nr 6 im. Alfreda Szklarskiego w Orzeszu[19]
- Szkoła Podstawowa im. Alfreda Szklarskiego w Koziegłowach[20]
- Dawniej także Gimnazjum nr 3 im. Alfreda Szklarskiego w Katowicach[21]